# Lesné
Lesné – wieś (obec) na Słowacji położona w kraju koszyckim, w powiecie Michalovce. Pierwsze wzmianki o miejscowości pochodzą z roku 1254. 
Według danych z dnia 31 grudnia 2012, wieś zamieszkiwały 443 osoby, w tym 231 kobiet i 212 mężczyzn.
W 2001 roku rozkład populacji względem narodowości i przynależności etnicznej wyglądał następująco:
- Słowacy – 91,71%
- Romowie – 7,83%
- Ukraińcy – 0,23%

Ze względu na wyznawaną religię struktura mieszkańców kształtowała się w 2001 roku następująco:
- Katolicy rzymscy – 41,94%
- Grekokatolicy – 49,77%
- Ewangelicy – 0,23%
- Prawosławni – 0,23%
- Ateiści – 7,37%
- Nie podano – 0,23%